# Spötter
Die Spötter (Hippolais) sind eine Gattung der Vögel. Aktuell wird die Gattung zusammen mit anderen Gattungen in eine eigene Familie Acrocephalidae gestellt, traditionell wurde sie der Familie der Grasmückenartigen (Sylviidae) zugeordnet. Die Verbreitung der Spötter ist auf die westliche Paläarktis beschränkt. Zurzeit werden nur noch vier Arten anerkannt, vier weitere ehemals zu dieser Gattung gestellte Arten werden aktuell der Gattung Iduna zugeordnet.
Ihren Namen tragen sie, weil sie in ihren Gesang den anderer Vögel nachahmend aufnehmen („spotten“). Eine veraltete Bezeichnung lautet Spottvogel.

## Beschreibung
Alle früher zu dieser Gattung gestellten Arten sind kleine Singvögel mit recht flacher Stirn und einem relativ langen und an der Basis breitem und abgeflachtem Schnabel. Der Schwanz ist am Ende gerade oder leicht gerundet. Die vier aktuell zur Gattung gezählten Arten sind insgesamt recht einfarbig und ohne auffallende Zeichnungen, die Oberseite ist blassgrau oder grünlich gelb, die Unterseite weißlich oder gelblich. Die Geschlechter unterscheiden sich äußerlich nicht. Die Nestlinge sind zunächst noch nackt und haben einen gelben Rachen mit zwei schwarzen Flecken an der Zungenbasis. Die Randwülste ihres Schnabels sind blassgelb.

## Verbreitung und Lebensraum
Die Spötter sind auf die westliche Paläarktis beschränkt. Das Verbreitungsgebiet der vier Arten reicht von Nordafrika über große Teile Europas und den östlichen Mittelmeerraum bis in den Mittleren Osten. Die Areale der einzelnen Arten sind dabei weitgehend parapatrisch, wobei der Orpheusspötter die westlichste und der Dornspötter die östlichste Art ist.

## Systematik
Aktuell wird die Gattung zusammen mit anderen Gattungen in die Familie der Rohrsängerartigen (Acrocephalidae) gestellt, traditionell wurde sie der Familie der Grasmückenartigen (Sylviidae) zugeordnet. Es werden nur noch vier Arten anerkannt, weitere vier ehemals zu dieser Gattung gerechnete Arten werden nun der Gattung Iduna zugeordnet.
- Dornspötter (H. languida)
- Olivenspötter (H. olivetorum)
- Gelbspötter (H. icterina)
- Orpheusspötter (H. polyglotta)

Die ehemals zu dieser Gattung gestellten Arten sind:
- Blassspötter (Iduna pallida, Syn.: Hippolais pallida)
- Isabellspötter (Iduna opaca, Syn.: Hippolais opaca)
- Buschspötter (Iduna caligata, Syn.: Hippolais caligata)
- Steppenspötter (Iduna rama, Syn.: Hippolais rama)

## Fortpflanzung
Das Nest ist tief napfförmig und wird in Büschen, Bäumen oder in der Bodenvegetation gebaut. Die Eier sind auf rosafarbenem Grund spärlich schwarz gepunktet oder gefleckt.